# Christian Tunica

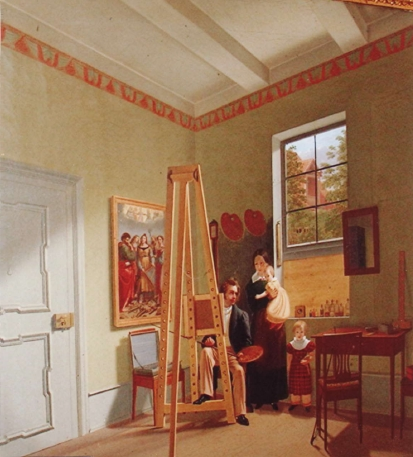
Maleratelier von Johann Christian Ludwig Tunica, mit Frau und Tochter Minna Tunica, Sohn Hermann Tunica. An der Wand ist das Gemälde „Die Heilige Cecilie“ zu sehen.

Johann Christian Ludwig Tunica (* 11. Oktober 1795 in Braunschweig; † 2. März 1868 auf Gut Deckenhausen bei Hamburg), Vater von Hermann Tunica und Minna Tunica, war ein deutscher  Maler und Daguerreotypist.

## Leben
Tunica, Sohn eines Schuhmachermeisters und Lederhändlers, absolvierte eine Ausbildung in einer Lackwarenmanufaktur, bevor er in Dresden und Berlin studierte, unter anderem bei J. C. Rössler. Als Porträt- und Miniaturmaler ließ er sich in Braunschweig nieder. Dort wurde er 1829 von Herzog Karl II. zum Hofmaler ernannt. In einem eigenhändigen Bildverzeichnis zählt Tunica 716 Gemälde auf.
Mit dem Aufkommen der Fotografie eröffnete Tunica das erste Daguerreotypie-Atelier in Braunschweig.

## Galerie

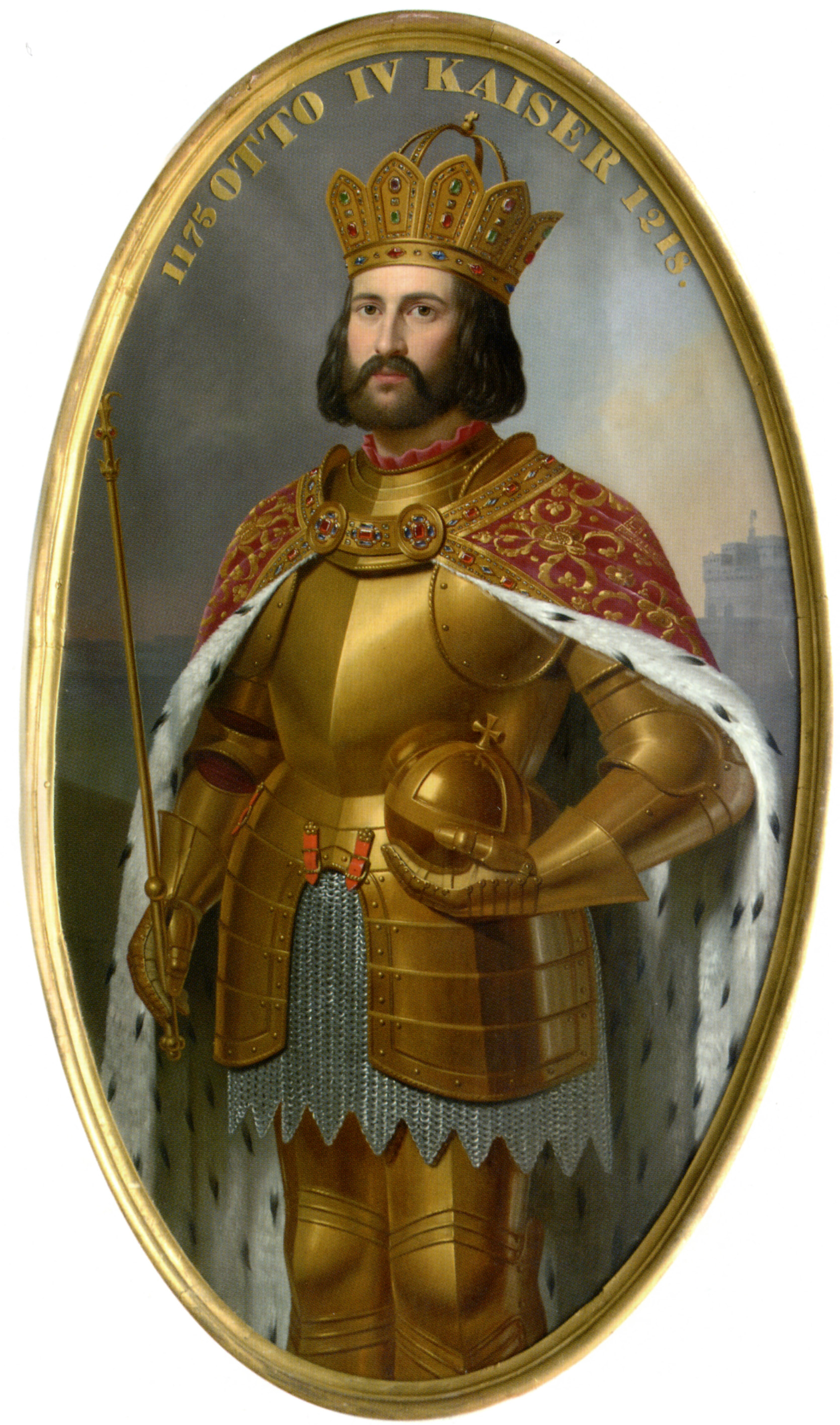
Otto IV. (1836)
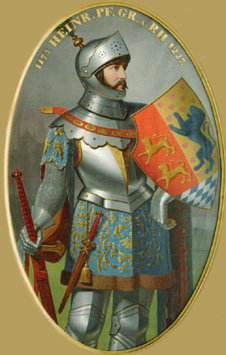
Heinrich Pfalzgraf bei Rhein (1836)
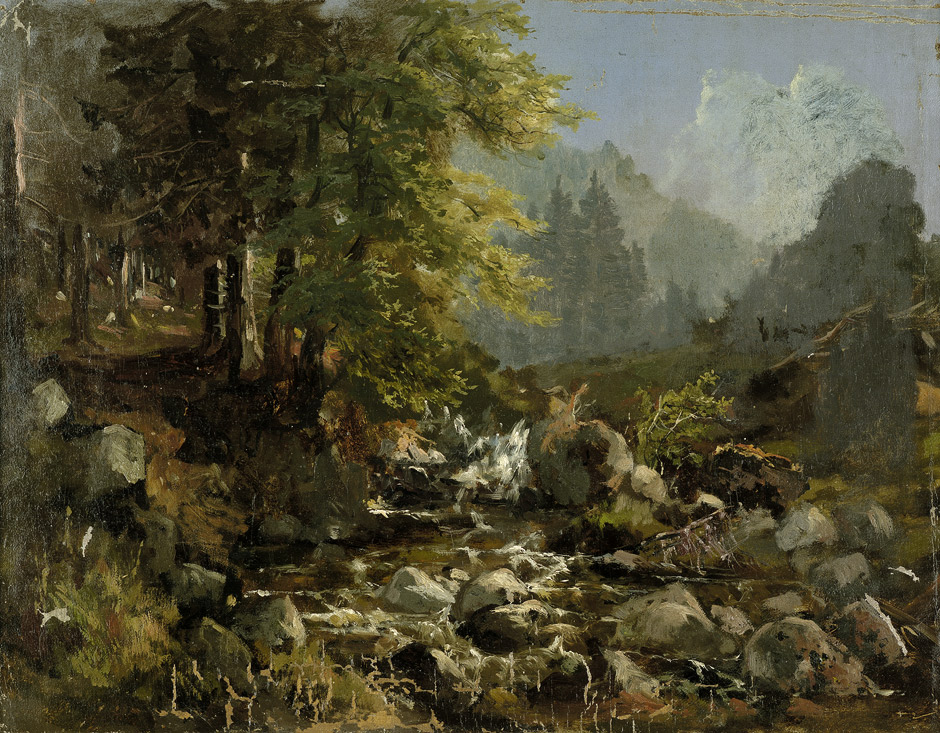
Harzlandschaft mit Wildbach.jpg